# Takashi Amano
Takashi Amano (jap. 天野 尚 Amano Takashi; ur. 18 lipca 1954 w Niigata, w Japonii, zm. 4 sierpnia 2015) – japoński fotografik, projektant, autor i akwarysta. Wyspecjalizował się w szczególności w fotografii akwarystycznej.
Amano uważany był za wpływową osobowość światowej akwarystyki. Znacząco przyczynił się do ukształtowania pojęcia akwarium naturalnego. Dzięki niemu japońska sztuka ogrodnicza znalazła zastosowanie jako element wzornictwa w aranżacji akwariów i sposobach sadzenia w nich roślin. Typowymi były dla niego asymetryczne aranżacje roślinności wodnej z naturalnymi kamieniami i korzeniami na wzór rzeczywistych krajobrazów zaobserwowanych w naturze. Jego filozofią tworzenia akwariów naturalnych było kreowanie ekosystemów szczególnie atrakcyjnych pod względem estetycznym. Jego celem nie było wierne odwzorowanie natury, ale kreowanie imaginacyjnych biotopów przy pomocy środków dostępnych w akwarystyce, tak aby przypominały naturalne krajobrazy przyrodnicze. W swoich zbiornikach skupiał on często rośliny i zwierzęta pochodzące z różnych kontynentów, których miejsca występowania w naturze nigdy się nie przecinają.
W jego akwariach towarzyskich dużą rolę odgrywają również skorupiaki. To dzięki niemu krewetki amano (Caridina multidentata wcześniej Caridina japonica) cieszą się dziś w akwarystyce tak wielką popularnością. Stosuje on je obok grubowargów syjamskich (Crossocheilus oblongus) (nazywanych potocznie kosiarkami) do zwalczania glonów. Preferowanymi roślinami stosowanymi przez Takashiego Amano były m.in. Glossostigma elatinoides (Glossostigma elatinoides) i wgłębka wodna (Riccia fluitans).
Amano wraz ze swoją firmą Aqua Design Amano (w skrócie ADA) rozprowadzał własne produkty akwarystyczne, w tym specjalne akcesoria do sadzenia roślin i formowania podwodnych krajobrazów.

## Publikacje Takashi Amano
- 1994: Pflanzenparadiese unter Wasser. Japanische Gärten im Aquarium, Natur Design Verlag, ISBN 978-3-89440-116-0 (jęz. niemiecki)
- 1994: Natural Aquarium World, TFH Publications, ISBN 978-0-7938-0089-6 (jęz. angielski)
- 1997: Ratgeber Amanos Naturaquarien. Wasserpflanzenparadiese und die Welt der Salmler, Bede-Verlag, ISBN 978-3-931792-08-4 (jęz. niemiecki)
- 1997: Nature Aquarium World - Book 2, TFH Publications, ISBN 978-0-7938-2077-1 (jęz. angielski)
- 1997: Nature Aquarium World - Book 3, TFH Publications, ISBN 978-0-7938-2078-8 (jęz. angielski)
- 1994: Pflanzenparadiese unter Wasser. Das Naturaquarium I, Naturbuchverlag, ISBN 3-89440-116-8 (jęz. niemiecki)
- 1998: Faszinierendes Aquarium - Landschaften unter Wasser, Naturbuchverlag, ISBN 978-3-89440-224-2 (jęz. niemiecki)
- 1998: Ihr Hobby, Naturaquarien, Bede-Verlag, ISBN 978-3-931792-68-8 (jęz. niemiecki)
- 1998: Das große Buch der Naturaquarien, Bede-Verlag, ISBN 978-3-931792-80-0 (jęz. niemiecki)
- 1998: Ratgeber Diskus im Naturaquarium. Wasserpflanzenparadiese und die Welt der Diskus, Bede-Verlag, ISBN 978-3-931792-81-7 (Amano i Bernd Degen) (jęz. niemiecki)
- 1999: Aquarium Plants Paradise, TFH Publications, ISBN 0-7938-0518-X (jęz. angielski)